# Rozkopanți, Bohuslav
Rozkopanți (în ucraineană Розкопанці) este o comună în raionul Bohuslav, regiunea Kiev, Ucraina, formată numai din satul de reședință.

## Demografie
Componența lingvistică a comunei Rozkopanți
     Ucraineană (98,97%)
     Rusă (1,03%)
Conform recensământului din 2001, majoritatea populației comunei Rozkopanți era vorbitoare de ucraineană (98,97%), existând în minoritate și vorbitori de rusă (1,03%).